# 십자가 언덕

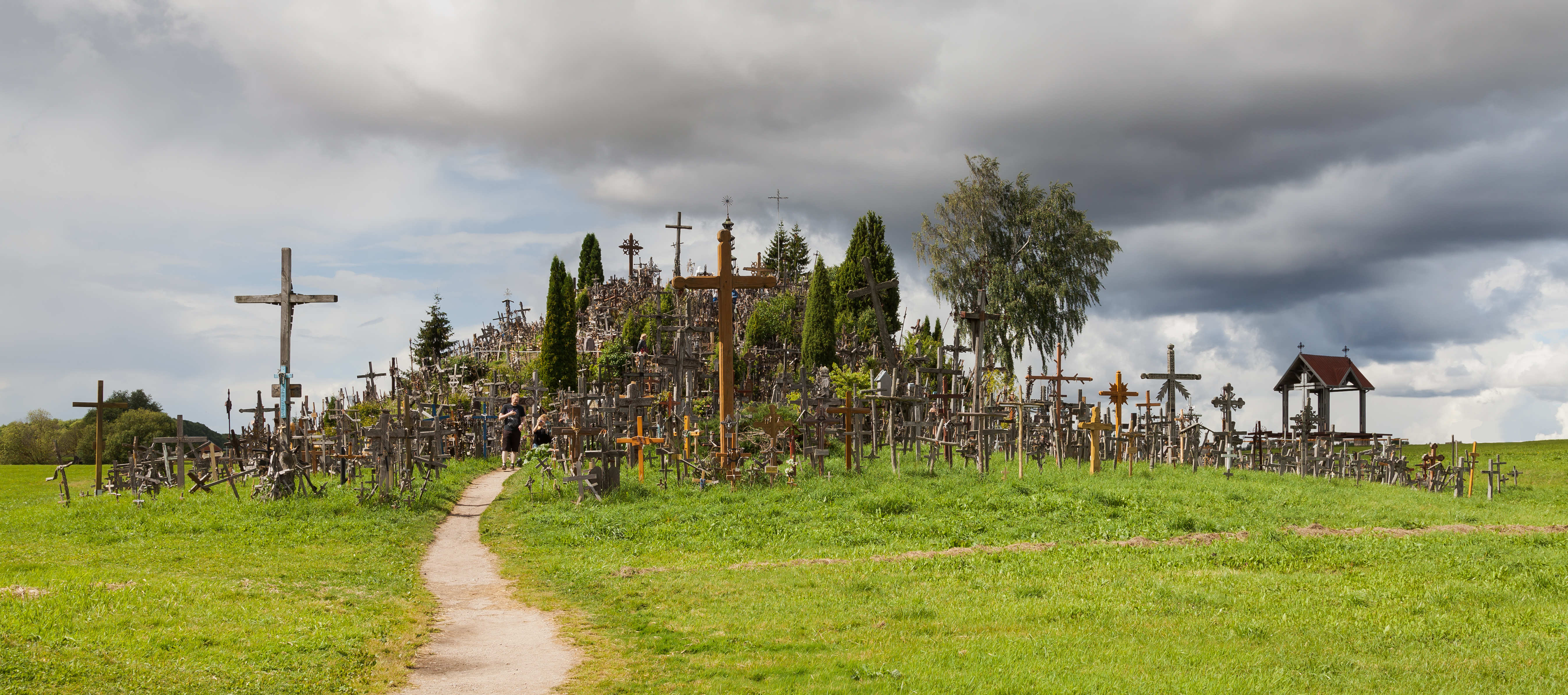
십자가 언덕

십자가 언덕(리투아니아어: Kryžių kalnas 크리주 칼나스)은 리투아니아 북부 샤울랴이에서 북쪽으로 약 12km 정도 떨어진 곳에 위치한 로마 가톨릭교회 순례지이다.
수 세기에 걸친 리투아니아의 로마 가톨릭교회의 역사를 대표하는 순례지로 여겨진다. 십자가 외에 예수의 수난상, 리투아니아의 영웅 조각, 성모 마리아 조각상과 초상화, 묵주 등이 로마 가톨릭교회의 순례자들에 의해서 놓이게 됐다. 십자가의 정확한 수는 알려지지 않았지만 약 50,000개로 추정된다.

## 역사
1795년 제3차 폴란드 분할을 계기로 리투아니아는 러시아 제국의 지배를 받게 된다. 1831년에 일어난 11월 봉기, 1863년에 일어난 1월 봉기는 모두 폴란드인들과 리투아니아인들이 러시아 제국의 지배에 대항하여 일으킨 봉기였지만 실패하고 만다. 이들 봉기는 십자가 언덕의 시작과 관련이 있다. 1918년 리투아니아가 독립한 이후에는 리투아니아인들이 리투아니아의 평화, 리투아니아 독립 전쟁 희생자들에 대한 추모를 위한 기도 장소로 여겨졌다.
리투아니아가 소련의 지배를 받고 있던 1944년부터 1990년까지 리투아니아인들은 이 언덕에 십자가를 봉헌하면서 리투아니아인들의 종교, 문화유산에 대한 충성심, 비폭력적인 저항을 나타냈다. 소련 당국은 3차례에 걸쳐 불도저를 이용해서 십자가를 철거하려고 했다.
1993년 9월 7일에 십자가 언덕을 방문한 교황 요한 바오로 2세는 이 곳이 희망, 평화, 사랑, 희생자를 위한 곳이라고 설명했다. 이 언덕은 리투아니아 로마 가톨릭교회의 특정 교구의 관할 구역이 아니기 때문에 자유롭게 출입하고 십자가를 세울 수 있다.